# Kukra Hill
Kukra Hill (o Kukra-Hill, o Kukrahill) è un comune del Nicaragua facente parte della Regione Autonoma della costa caraibica meridionale.